# Stefania Łącka
Stefania Łącka (Wola Żelichowska, 6. siječnja 1914. – Kraków, 7. listopada 1946.), poljska novinarka, učiteljica, suradnica poljskog pokreta otpora i zatočenica Auschwitza. U Katoličkoj Crkvi otvoren je postupak za njezinu beatifikaciju.
Rođena je na Bogojavljanje 1914. u selu Wola Żelichowska, na jugu Poljske. Učiteljsku školu završava 1933. Od 1934. do 1939. članicom je uredništva katoličkog tjednika Nasza Sprawa (polj. »Naša stvar«), za koji je napisala oko sedamsto članaka te uređivala njegov dječji podlistak. Napadom Trećeg Reicha na Poljsku u rujnu 1939. uredništvo tjednika stavlja se na raspolaganje poljskom pokretu otpora. Časnici Gestapa uhićuju 16. travnja 1941. Łącku, zajedno s ostalim članovima uredništva i zadržavaju u svojoj tarnówskoj središnjici. Unatoč mučenju i višestrukim ispitivanjima, nije odala imena suradnika i pripadnika pokreta otpora.
Dana 27. travnja 1942. Łącka i još šezdeset zatvorenica prevezene su u radni logor Auschwitz-Birkenau. Łącka je nosila broj 6886. Brinući se za oboljele od trbušnog tifusa i sama je obolijeva. Nakon oporavka, u proljeće 1943. počinje raditi kao medicinska sestra u logorskoj bolnici, zahvaljujući znanju njemačkoga jezika. Izlažući se smtrnoj opasnosti, krsti novorođenčad, tješi umiruće i potiče zatvorenice na molitvu s njima. Spasila je više pacijentica od plinske komore ili dobivanja smrtonosne injekcije križajući njihova imena s tzv. »popisa smrti«, popisa zatvorenika predviđenih za pogubljenje. Tijekom zatočeništva u logoru napisala je i logorski molitvenik. Suzatvorenici su je prozvali »zemaljskim anđelom čuvarom«.
Napušta Auschwitz 23. siječnja 1945., nekoliko dana nakon njegova bombardiranja. Vratila se u rodno mjesto i na Jagielonskom sveučilištu u Krakówu upisuje studij polonistike. U listopadu 1946. završava u bolnici i ubrzo umire, u 34. godini života.